# Vương quốc
Vương quốc là một vùng lãnh thổ hay quốc gia được cai trị bởi chế độ quân chủ mà đứng đầu là một vị Quốc vương hoặc Nữ vương (còn có nhiều cách gọi khác như Vua, Quân vương,...) và luôn được thừa kế trị vì theo cách cha truyền con nối. Vương quốc nói chung thường dùng để chỉ về các nhà nước thời phong kiến hoặc chiếm hữu nô lệ thời Trung cổ. Tuy nhiên, ngày này trong thế giới hiện đại vẫn tồn tại các nhà nước theo chính thể quân chủ nhưng người đứng đầu không còn nắm thực quyền (Quân chủ lập hiến), vì vậy vương quốc vẫn được sử dụng thông dụng như Vương quốc Liên hiệp Anh, Vương quốc Thái Lan, Vương quốc Brunei, Vương quốc Na Uy hay Vương quốc Thụy Điển hoặc một số nhà nước ở Trung Đông vẫn dùng danh xưng là Hồi quốc do một Sultan đứng đầu.
Một khái niệm tương đối gần gũi với vương quốc là công quốc, một vùng đất được trị vì bởi một người có tước hiệu công tước hoặc các vương công, Thân vương (ví dụ: Công quốc Monaco). Trong lịch sử có nhiều vương quốc cổ nổi tiếng như Vương quốc Phù Nam, Vương quốc Champa, Vương quốc Lào, Vương quốc Cao Ly, Vương quốc Bồn Man, Vương quốc Lâu Lan, Vương quốc Pháp, Vương quốc Phổ, Vương quốc Bayern, v.v. Trong một vương quốc có thể thực hiện cai trị theo chế độ tập quyền, quyền lực thống nhất và không phân chia, tuy nhiên có thể cấu trúc theo mô hình phân quyền, tức trong vương quốc tồn tại các tiểu vương quốc hay tiểu quốc do một vị vua/thủ lĩnh của tiểu quốc trị vì nhưng phải phục tùng quốc vương, như các tiểu quốc của Vương quốc Champa thời Trung cổ).
Ngoài ra, vương quốc còn là một thuật ngữ có nghĩa rộng được sử dụng không chỉ để mô tả về một vùng đất lãnh thổ mà còn dùng để chỉ về những địa điểm, vị trí, những vùng đất huyền bí, thần thoại như vương quốc thiên đường, vương quốc của trò chơi, vương quốc của tình yêu, vương quốc thú, vương quốc côn trùng, sâu bọ, vương quốc của cá, tôm, v.v.